# Teatr Lalki i Aktora w Łomży

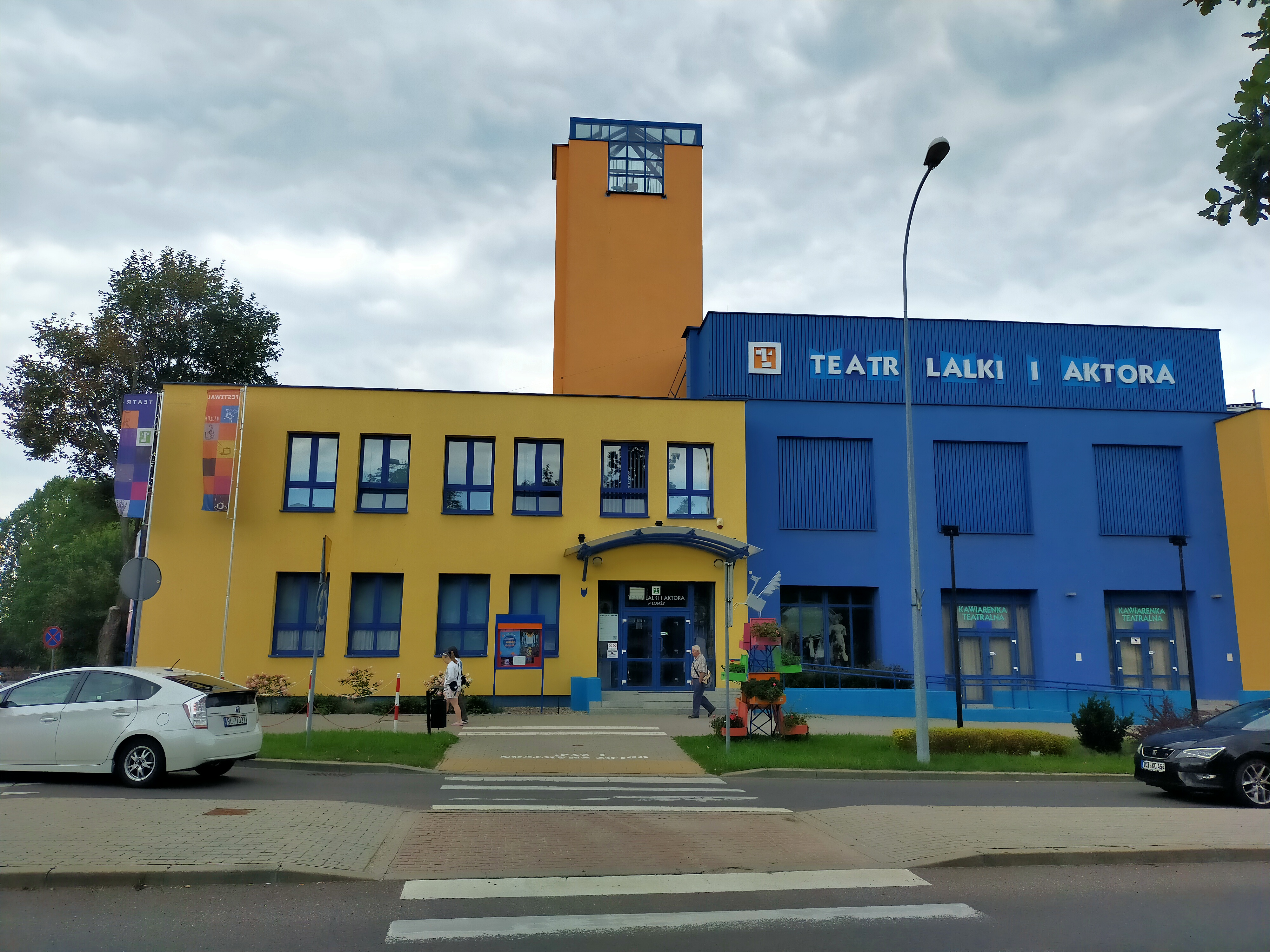
Teatr Lalki i Aktora

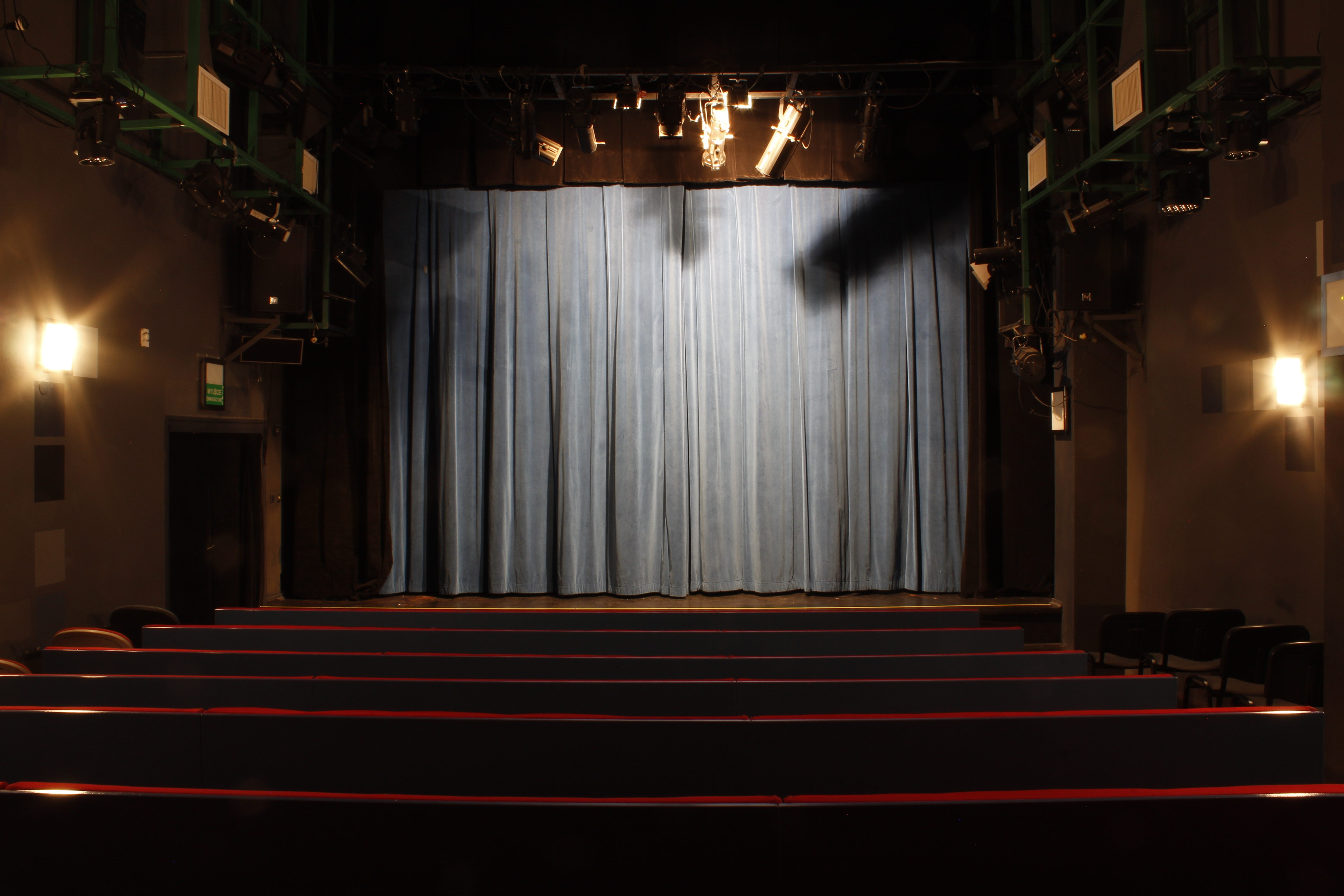
Sala widowiskowa TLiA w Łomży

Teatr Lalki i Aktora w Łomży działalność zainaugurował w sezonie teatralnym 1987/1988. Pierwsza premiera pt. „Bajki Pana Brzechwy” miała natomiast miejsce 22.12.1987 roku. Jest miejską instytucją artystyczną. Teatr zrealizował ponad 70 premier. Do najważniejszych należą m.in. Czerwony kapturek, Kominiarczyk, Pinokio, Madejowe łoże, Sklep z zabawkami, Balladyna, Mewa, Pasja, Kartoteka oraz Proces. Z teatrem współpracowali m.in. Stanisław Ochmański, Adam Kilian, Halina Zalewska-Słobodzianek, Wiesław Hejno, Joanna Braun, Pero Mioč, Andrzej Rozhin, Oleg Żugżda, Eva Farkašova, Pavel Hubička, Mikołaj Malesza, Krzysztof Rau, Daniel Lovecchio, Zbigniew Krzywański, Jarosław Perszko, Janusz Ryl-Krystianowski.
Jako placówka programowo skierowana do najmłodszych odbiorców – dzieci i młodzieży, a także ich rodziców i nauczycieli, teatr realizuje swoją wychowawczą misję, łącząc działalność artystyczną z edukacyjną. Prowadzi działalność objazdową i realizuje cykliczne projekty edukacyjne. Do najważniejszych projektów realizowanych na przestrzeni ostatnich lat należą m.in. Poznajemy Teatr, Pasja – Zbliżenia, Letnia Akademia Teatru, Mobilny Teatr oraz Brama na Podlasie. Teren prowadzonej przez teatr działalności obejmuje województwo podlaskie, warmińsko-mazurskie i mazowieckie i powiększa np. o miejscowości województwa lubelskiego.
Instytucja jest otwarta na współpracę międzynarodową. Teatr jest organizatorem Międzynarodowego Festiwalu Teatralnego Walizka – przeglądu i konfrontacji ciekawych zjawisk we współczesnym teatrze formy. Teatr Lalki i Aktora w Łomży jest teatrem podróżującym. Pokazywał swoje przedstawienia w ponad 15 krajach, takich jak Niemcy, Francja, Serbia, Czarnogóra, Hiszpania, Słowenia, Chorwacja, Rosja, Bośnia i Hercegowina i Ukraina.

## Dyrektorzy Teatru Lalki i Aktora w Łomży
| Imię i nazwisko   | Rok rozpoczęcia kierownictwa artystycznego | Rok zakończenia kierownictwa artystycznego |
| ----------------- | ------------------------------------------ | ------------------------------------------ |
| Henryk Gała       | 1987                                       | 1991                                       |
| Zbigniew Głowacki | 1991                                       | 1993                                       |
| Jarosław Antoniuk | 1994                                       | –                                          |

## Międzynarodowy Festiwal Teatralny WALIZKA

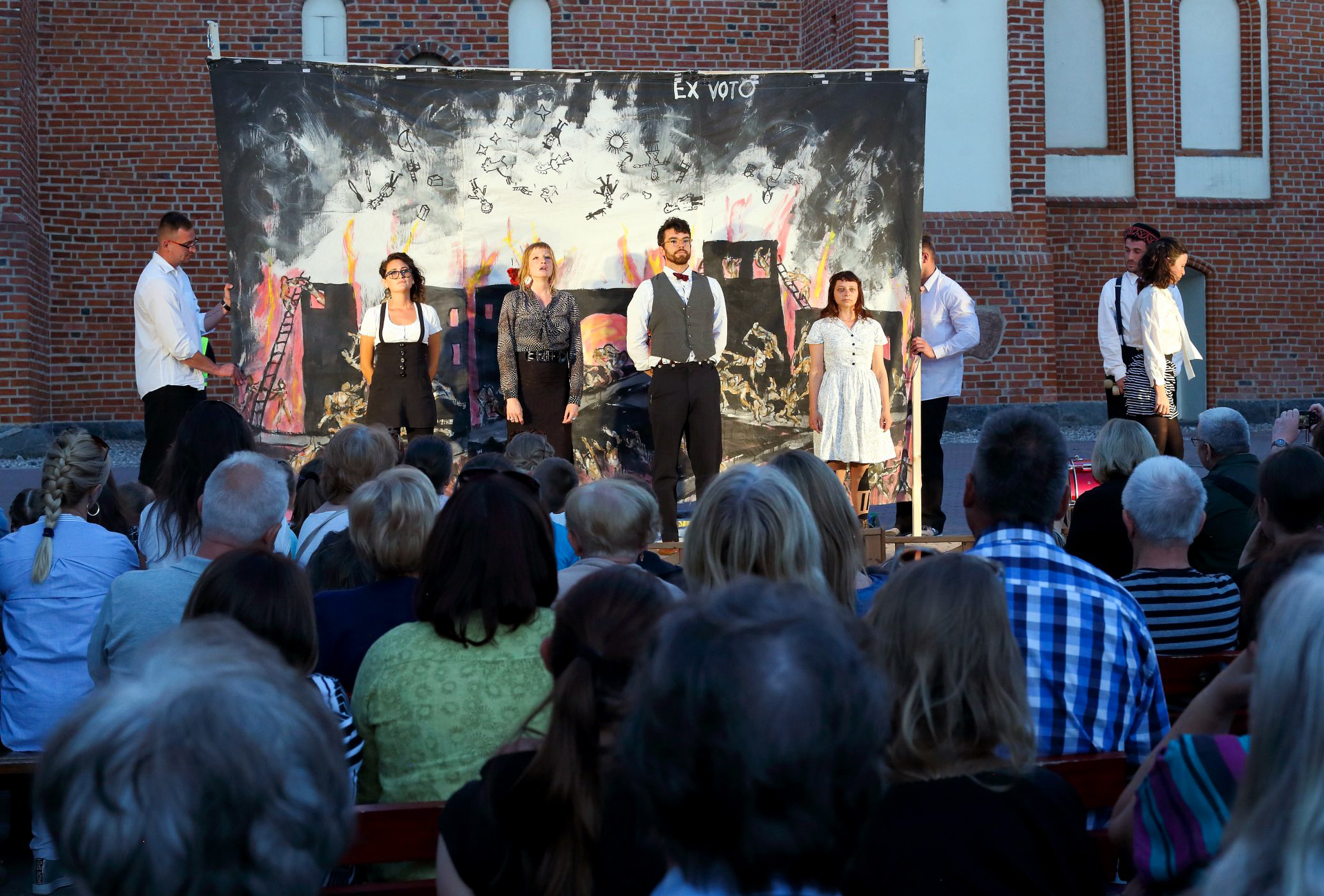
The Bread and Puppet Theatre na XXXI MFT WALIZKA

Międzynarodowy Festiwal Teatralny WALIZKA odbywa się co roku i skupia teatry portatywne. Ważny z racji pokazywania małych form scenicznych, możliwych do odegrania w niewielkich przestrzeniach. Jest uznanym w środowiskach twórczych w Polsce i za granicą przeglądem spektakli teatrów lalek, prezentującym najnowsze trendy w dziedzinie sztuki lalkarskiej, a także spektakle realizowane w konwencjach i technikach tradycyjnych. Festiwal jest opozycją dla dużych imprez teatralnych w kraju i upomina się o ambitny i heterogoniczny teatr, który zazwyczaj zepchnięty jest na margines.
Każdego roku przyjeżdżają do Łomży zespoły teatru lalkowego i szeroko pojętego teatru formy z całego świata: gościło na nim około 350 teatrów z 50 krajów m.in. Japonii, Singapuru, Nowej Zelandii, Chin, Stanów Zjednoczonych, Iranu, Izraela, Hiszpanii, Serbii i Argentyny. Otwartość na wszelkie teatralne nurty, konwencje i stylistyki, a także zapraszanie do udziału w przeglądzie przedstawień adresowanych do widzów dorosłych, czyni łomżyński festiwal atrakcyjnym. Podczas festiwalu, obok spektakli prawdziwych mistrzów lalkarskiej profesji, prezentowane są widowiska artystów i teatrów poszukujących nowych form artystycznej wypowiedzi.
Podstawowym założeniem festiwalu – poza przeglądem spektakli, jest konfrontacja osiągnięć artystycznych twórców, a także promocja aktualnych dokonań polskiego lalkarstwa poprzez wydawnictwa, zapraszanie na festiwal przedstawicieli mediów oraz obserwatorów zagranicznych. Jego ambicją jest poszukiwanie interesujących zjawisk w szeroko pojętej przestrzeni teatralnej, konfrontowanie języka sztuki lalkarskiej i teatru formy z pokrewnymi dyscyplinami sztuki.
Międzynarodowy Festiwal Teatralny Walizka jest przede wszystkim konkursem wyselekcjonowanych spośród nadesłanych propozycji spektakli, w którym jury przyznaje nagrody indywidualne i nagrodę Grand Prix, ale festiwal to również imprezy kulturalne w nurcie offowym. Oprócz spektakli konkursowych w każdej edycji organizowane są koncerty, wystawy, spotkania z osobowościami teatru z kraju i z zagranicy, promocje wydawnictw teatralnych. Tradycyjnie odbywają się też prezentacje uliczne.